# Directeur de la publication
 (décembre 2009).
Un directeur de publication est la personne chargée au sein d’un organe de presse de rendre public le journal, l’ouvrage, le site d'actualité, ainsi que tout écrit, afin de le communiquer au public. C'est surtout le responsable du contenu, y compris en droit pénal de la diffamation, car il représente l'actionnaire.
En France, avec l’avènement des nouvelles technologies et du développement des médias, le rôle du directeur de publication s’est étendu à l’audiovisuel (loi française du 29 juillet 1982), ainsi qu’au numérique (loi du 21 juin 2004). Le directeur de publication est en ce sens un personnage clef et central de l’organisme, ce qui engendre par conséquent une lourde responsabilité pénale en cas de délit de communication.

## Définition et statut du directeur de la publication
L’article 6 (alinéa 1) de la Loi sur la liberté de la presse du 29 juillet 1881 dispose que  « toute publication de presse doit avoir un directeur de publication ». L’alinéa 2 du même article poursuit en ces termes : « lorsqu’une personne physique est propriétaire ou locataire-gérant d’une entreprise éditrice au sens de la Loi du 1er août 1986 portant réforme du régime juridique de la presse, ou en détient  la majorité du capital ou des droits de vote, cette personne est directeur de publication. Dans les autres cas, le directeur de publication est le représentant légal de l’entreprise  éditrice. Toutefois, dans les sociétés anonymes, le directeur de la publication est le président du directoire ou le directeur général unique. » 
Le directeur de publication est par définition celui qui publie le message que ce soit par la voie de presse ou d’audiovisuel ou de communication numérique. C'est lui qui est responsable en cas de diffamation, au même titre que le journaliste.

## La responsabilité pénale du directeur de la publication
Le directeur de la publication porte la responsabilité pénale de la publication. L’article 42 de la Loi sur la liberté de la presse du 29 juillet 1881 énumère les personnes qui peuvent être poursuivies comme auteurs principaux des crimes ou délits et fixe l’ordre dans lequel elles pourront être recherchées : d'abord les directeurs de publications ou éditeurs quelles que soient leurs professions ou leurs dénominations. Ensuite, dans les cas prévus à l’alinéa 2 de l’article 6, les codirecteurs de publication ».
C’est ce qu’on appelle la responsabilité en « cascade ». Celle-ci permet d’identifier plus facilement celui contre lequel doivent être engagées les poursuites. En première ligne de « la cascade », le directeur de publication, avant l’auteur principal du délit de presse. La loi lui fait assumer entièrement la responsabilité des membres de son équipe concernant leurs écrits.

### Dans le cadre de la presse écrite et de l’édition
La responsabilité du directeur de publication comme auteur principal (dans le cadre de la presse écrite et de l’édition) est présentée comme une présomption de culpabilité. Si certains s’opposent à cette affirmation, en prétendant ne pas être les véritables auteurs du délit, il semblerait néanmoins,  que « cette responsabilité soit la contrepartie de leur devoir de contrôle du contenu de la publication. » 
Quant au véritable auteur de l’article de presse, il est poursuivi comme complice en vertu de l’article 43 de la Loi 1881 : « lorsque les directeurs ou codirecteurs de la publication ou les éditeurs seront en cause, les auteurs seront poursuivis comme complices ». 

### Secteur de l’audiovisuel
Le législateur a transposé le système de la responsabilité en cascade à l’art 93-3 de la loi 29 juillet 1982 relative à la communication audiovisuelle : « au cas où l’une des infractions prévues par le chapitre IV de la loi 1881 est commise par un moyen de communication au public par voie électronique, le directeur de publication ou le codirecteur de la publication sera poursuivi comme auteur principal, lorsque le message incriminé a fait l’objet d’une fixation préalable à sa communication au public ».
De ce fait, il existe un devoir de contrôle sur le contenu des messages diffusés à l’antenne, et  l’auteur du propos incriminé est considéré comme complice. En revanche, le directeur de publication ne peut encourir la responsabilité lors d’une émission en direct, puisqu’il n’a pas été en mesure de connaître son contenu au préalable. La condition de « fixation préalable » (art 93-3 de la loi 29 juillet 1982 ) faisant ici défaut, seul l’auteur des propos peut être retenu responsable. 
Par ailleurs, la question s’est posée de savoir, quel est l’enjeu pénal pour le directeur de publication en cas de « diffusion en boucle » d’un programme dans la même journée ? (voir arrêt de la CEDH 30 mars 2004, Radio France c/ France). Le directeur de publication a été exonéré de toute responsabilité pour la 1re diffusion du message considéré comme diffamatoire en l’espèce, mais condamné pour les communiqués ultérieurs : la diffusion en boucle équivalent à une « fixation préalable ». La CEDH saisie de cette affaire a validé cette règle de présomption de responsabilité du directeur de publication  comme auteur principal. 

### Secteur de l’internet
Comme pour la presse papier, il existe aussi un directeur de la publication pour internet, celui-ci exerçant de lourdes responsabilités. 
La réglementation des sites internet se rattachait à celle de la communication audiovisuelle, issue de la loi du 29 juillet 1982. La loi du 21 juin 2004 pour la confiance dans l’économie numérique (LCEN 2004) a institué un régime à part, mais réuni à l’audiovisuel sous le nom de « service de communication au public par voie électronique ». 
L’article 93-2 de la loi de 1982 a été modifiée à l’alinéa 1 selon lequel : « tout service de communication au public par voie électronique est tenu d’avoir un directeur de publication ». Il n’échappe pas au régime de responsabilité. Le directeur de la publication du secteur de l’internet est ainsi le 1er visé comme auteur principal. Par transposition au régime d’internet des dispositions de la loi 1982, le principe de responsabilité en cascade s’applique. La loi de 1881 sur la liberté de la presse prévoit à son article 42 plusieurs degrés de personnes responsables, et la loi de 1982 sur la communication audiovisuelle reprend à l’art.93-3 al. 2 ce système selon un schéma : directeur/auteur/producteur.
Ce terme de « producteur » est repris dans la LCEN 2004, qui précise à l'article 6.I-6 que « les personnes dont l’activité est d’offrir un accès à des services de communication au public en ligne (art.6-I-1) ne sont pas des producteurs au sens de l’art. 93-3 de la loi 1982 sur la communication audiovisuelle ».